# كريستيان مكافري
كريستيان مكافري (بالإنجليزية: Christian McCaffrey)‏ هو لاعب كرة قدم أمريكية أمريكي، ولد في 7 يونيو 1996 في كاسل روك في الولايات المتحدة.

## وصلات خارجية
- كريستيان مكافري على موقع إي إس بي إن.كوم (أن.أف.أل)3
- كريستيان مكافري على موقع مرجع كرة القدم المحترفة.كوم (الإنجليزية)